# Nomada carthaginensis
Nomada carthaginensis är en biart som beskrevs av Dusmet y Alonso 1932. Nomada carthaginensis ingår i släktet gökbin, och familjen långtungebin. Inga underarter finns listade i Catalogue of Life.